# Jazzstep
Jazzstep (określany także jako jazzy jungle lub jazz'n'bass) to gatunek muzyki drum and bass powstały około 1995 roku. Jest połączeniem elementów charakterystycznych dla drum and bass (tempo, perkusja) z elementami muzyki jazz. Muzyka z gatunku często zawiera naturalne, nieprzetworzone elektronicznie dźwięki. 
Jednym z przedstawicieli jest zespół De-Phazz.